# Charles-Ferdinand Ramuz
Charles-Ferdinand Ramuz (Losanna, 24 settembre 1878 – Pully, 23 maggio 1947) è stato uno scrittore e poeta svizzero.

## Biografia

### Gli anni giovanili
Nato il 24 settembre 1878, Ramuz compie tutti i suoi studi nel Canton Vaud. Ottiene il diploma di maturità nel 1895 e inizia una licenza in lettere classiche, che ottiene nel 1901. Si reca poi a Parigi per redigere, alla Sorbona, una tesi di dottorato su Maurice de Guérin, che abbandona abbastanza rapidamente per consacrarsi alla scrittura.

### Gli anni parigini
Durante più di dieci anni Ramuz si dividerà tra la Svizzera romanda e Parigi, dove frequenta il salotto di Édouard Rod. È attraverso questi che riuscirà a pubblicare il suo primo romanzo, Aline (1905), a Parigi, presso le edizioni Perrin. Precedentemente aveva pubblicato a sue spese presso Eggimann, a Ginevra, una raccolta di poesie intitolata Le Petit Village (1903, "Piccolo villaggio").
Durante i suoi anni parigini, Ramuz pubblicò non meno di cinque romanzi, presso diversi editori della capitale (Perrin, Fayard, Ollendorff). Poco dopo la nascita di sua figlia, e qualche settimana appena prima dell'inizio della prima guerra mondiale, decide di tornare in Svizzera, dove resterà fino alla morte. Parigi offre l'occasione a Ramuz di frequentare numerosi scrittori e artisti, svizzeri e francesi: per qualche tempo condivide un appartamento con Charles-Albert Cingria, incontra il pittore René Auberjonois che diventerà suo amico; ritrova Henry Spiess e Adrien Bovy, e conosce i fratelli Tharaud e André Gide.

### ICahiers vaudois
Dopo il suo ritorno in Svizzera, diventerà una delle firme più importanti dei Cahiers vaudois, appena fondati a Losanna dai suoi amici Edmond Gilliard e Paul Budry sul modello dei Cahiers de la quinzaines di Charles Péguy. Nel 1915 conosce il compositore Igor' Stravinskij di cui diverrà amico e con cui collaborerà più volte. Per il musicista nel 1915 tradurrà dal russo il testo di Renard, la stessa cosa farà qualche anno dopo per Les noces. Ramuz è tra i firmatari del manifesto Raison d'être (1914, "Ragion d'essere"), e vi pubblica numerosi volumi, tra i quali Adieu à beaucoup de personnages et autres morceaux (1914), Les Signes parmi nous (1919) e il libretto dell'Histoire du soldat (1918) per il quale Stravinskij aveva composto la musica e che era stato messo in scena a Losanna, sempre nel 1918. Il contesto dell'immediato dopoguerra e i problemi economici daranno il colpo di grazia ai Cahiers vaudois, e Ramuz si ritrova senza struttura editoriale.

### Grasset

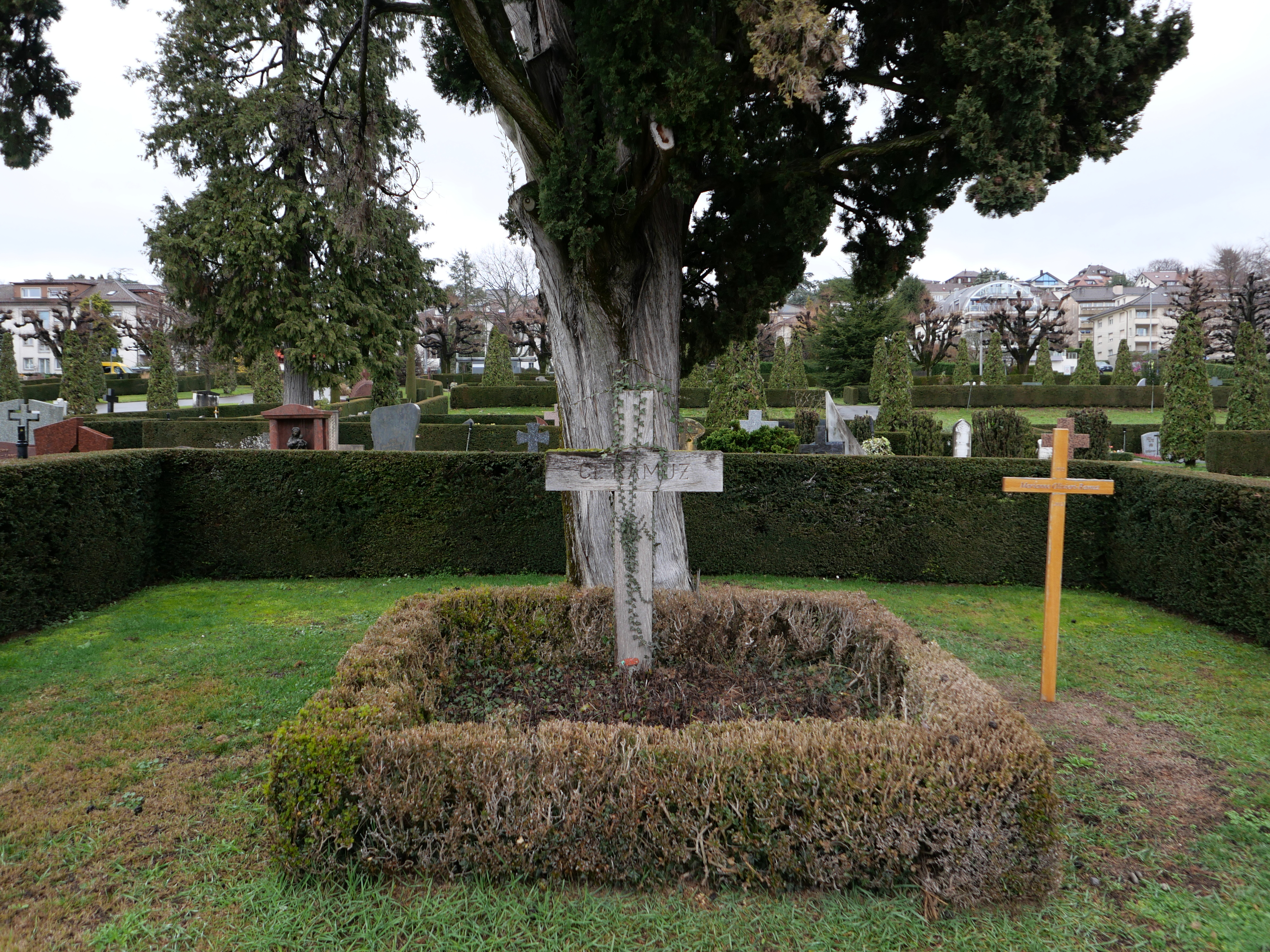
La tomba di Ramuz e di sua figlia Marianne Olivieri-Ramuz (1913–2012) nel cimitero di Pully.

Dopo un periodo difficile, tanto finanziariamente quanto sul piano artistico, durante il quale Ramuz "fabbricò" i suoi libri in prima persona. Nel 1924 firma un contratto con le edizioni Grasset. Pubblica così la maggior parte dei suoi romanzi in due tempi: dapprima a Losanna, presso Mermod, editore e mecenate, poi a Parigi, presso Grasset. I suoi libri non sono propriamente un successo di vendite, ma gli valgono il riconoscimento di molti altri scrittori.
Il suo stile, tuttavia, solleva le polemiche. Non esita a malmenare la sintassi allo scopo di trovare una lingua espressiva, che oppone alla lingua morta dei grammatici. Gli si rimprovererà di "scrivere male" e di farlo apposta. Partigiani e detrattori di Ramuz si esprimono nella raccolta collettiva diretta da Henry Poulaille e intitolata, significativamente, Pour ou contre C. F. Ramuz (1926, "Per o contro C. F. Ramuz"). In seguito sarà lo scrittore stesso a reagire, con la sua famosa Lettre à Bernard Grasset pubblicata nel 1929.
Corteggiato da Jean Paulhan, che vorrebbe vederlo pubblicato presso Gallimard, Ramuz resta fedele a Grasset, pur consegnando qualche testo a La Nouvelle Revue française. La Seconda guerra mondiale lo taglierà ancor più da Parigi, e alla fine del conflitto lo scrittore, malato, non riuscirà più a tornare al centro dell'attenzione letteraria, orientata piuttosto verso la nuova generazione di scrittori usciti dalla Resistenza.

### Cronologia

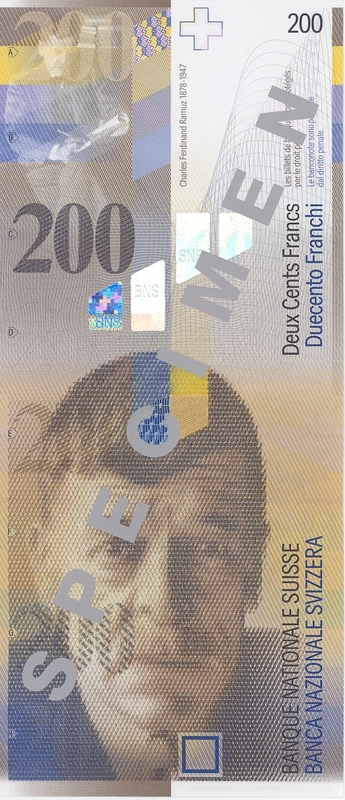
Ritratto Charles-Ferdinand Ramuz sul recto del biglietto da 200 Franchi dell'ottava serie di banconote della Banca nazionale svizzera emessa nel 1996

- 1878 nasce a Losanna il 24 settembre
- 1895 supera l'esame di maturità, 6 mesi di soggiorno a Karlsruhe
- 1901 licenza in lettere all'Università di Losanna
- 1903 pubblica la prima raccolta poetica: Le Petit Village
- 1903-1904 precettore a Weimar presso il nobile russo Maurice Prozor
- 1904-1914 vive tra la Svizzera romanda e Parigi
- 1905 pubblica il primo romanzo: Aline
- 1913 sposa Cécile Cellier, pittrice
- 1913 nasce la sua unica figlia, Marianne
- 1914 ritorna definitivamente in Svizzera
- 1914 esce Raison d'être, numero inaugurale dei Cahiers Vaudois
- 1915 diventa amico di Igor Stravinskij attraverso Ernest Ansermet.
- 1918 prima rappresentazione di Histoire du soldat, di cui Igor Stravinskij ha composto la musica
- 1924 entra alle edizioni Grasset con il romanzo La Guérison des maladies
- 1925/1926 pubblica il romanzo La grande peur dans la montagne
- 1929 per rispondere ai puristi che criticano il suo stile si difende con la Lettre à Bernard Grasset, che uscirà poi nella raccolta Salutation paysanne et autres morceaux (1ª ed. 1921)
- 1929 con l'aiuto di Gustave Roud e di Henry-Louis Mermod fonda il settimanale Aujourd'hui
- 1934 pubblica Derborence
- 1937 in Svizzera, vasta polemica attorno alla lettera scritta da Ramuz alla rivista Esprit, nella quale nega l'esistenza di un'"entità spirituale svizzera"
- 1940-1941 su iniziativa di Henry-Louis Mermod, il suo editore losannese, Ramuz riprende tutte le sue opere, le rilegge, le modifica in vista della pubblicazione delle opere complete, in 20 volumi, 3 dei quali usciranno postumi.
- 1947 muore il 23 maggio a Losanna

## Gli scritti
All'inizio della carriera Ramuz fu vicino al movimento regionalista, che fiorì tanto in Francia quanto in Svizzera romanda. Ramuz se ne distanzierà nel 1914, con la pubblicazione di Raison d'être. Continua, certo, a trovare i suoi soggetti in un mondo contadino sotto molti aspetti arcaico, e resta fedele a una delle sue più intime convinzioni: è possibile toccare l'universale attraverso il particolare. Sviluppa una lingua espressiva alquanto innovativa, accolta favorevolmente in particolare da Paul Claudel e Louis-Ferdinand Céline. Il 1914 segna d'altra parte la fine dei romanzi che ruotano attorno a un solo personaggio: da allora in poi Ramuz li organizzò piuttosto attorno a una comunità. La sua opera, attraversata dal desiderio costante di toccare il generale attraverso la descrizione del particolare, essenzialmente tragica, rimette in questione i generi. Ramuz, in particolare, interroga il quadro tradizionale del romanzo, avvicinandolo alla poesie. Partecipa alla rinascita del saggio nel periodo tra le due guerre, ma scrive anche racconti e pezzi lirici o metapoetici.
La sua opera conta 22 romanzi, tra i quali La Grande Peur dans la montagne (1925/1926), La Beauté sur la terre (1927) e Derborence (1934), molte raccolte di prose brevi (in particolare Adieu à beaucoup de personnages et autres morceaux (1914), Salutation paysanne et autres morceaux (1921) e Nouvelles (1946)), saggi (vanno ricordati soprattutto, accanto ai manifesti di estetica quali Raison d'être (1914) e la Lettre à Bernard Grasset (1929), i suoi tre saggi politici: Taille de l'homme (1932), Question (1935) e Besoin de grandeur (1937)), poesia, testi autobiografici (Paris, notes d'un vaudois (1937) e Découverte du monde (1939)), un diario e il libretto de l'Histoire du soldat (1918). Nel 2005 La Pléiade ha pubblicato i romanzi di Ramuz in due volumi. Lo stesso anno le edizioni Slatkine di Ginevra lanciano la pubblicazione critica delle opere complete, che conteranno una trentina di volumi.

### La lingua
Nella Lettre à Bernard Grasset del 1929, Ramuz precisa il suo rapporto con la Svizzera romanda: «Il mio paese ha sempre parlato francese, e, se si vuole, è semplicemente il "suo” francese: ma ha tutto il diritto di parlarlo (...) perché è la sua lingua madre, che non ha bisogno di imparare, ricavata da una carne viva, quella di tutti coloro che vi nascono, ogni ora, ogni giorno (...). Nel contempo, poiché una frontiera politica lo separa dalla Francia, si è trovato in una posizione estranea rispetto a un certo francese comune che vi si è costituito nel corso degli anni. Il mio paese ha così due lingue: una è costretto a impararla, l'altra la utilizza per diritto di nascita; ha continuato a parlare la sua lingua pur sforzandosi di scrivere quella che si chiama, da noi, a scuola, il “buon francese”, e ciò che è, in effetti, il buon francese, ma che è anche una sorta di mercanzia di cui viene gestito un monopolio».
Ramuz respinge l'idea che il suo paese sia una sorta di provincia della Francia e afferma il senso della sua opera in francese: «Mi ricordo l'inquietudine che mi colse quando vidi che quel famoso “buon francese”, che era la nostra lingua scritta, era incapace di esprimerci e di esprimermi. Vedevo ovunque, attorno a me, poiché era per noi una lingua appresa (e, in definitiva, una lingua morta), una sorta di interruzione che faceva impressione: invece di trasmettere il pensiero fedelmente fino alla sua forma esterna, lo perdeva strada facendo, come per mancanza di corrente, finendo per negare sé stessa (...). Mi ricordo che mi ero detto, timidamente: forse potremmo provare a smettere di tradurre. L'uomo che si esprime veramente non traduce. Lascia che il movimento si produca in lui dall'inizio alla fine, libero di scegliere le parole a modo suo. L'uomo che parla non ha il tempo di tradurre (...). Avevamo due lingue: una passava per quella “buona”, ma ce ne servivamo male perché non era la nostra, l'altra, che per modo di dire era zeppa di errori, ma di cui ci servivamo bene perché era nostra. Ordunque: le emozioni che provo, le devo alle cose di qui (...). Se avessi scritto quella lingua parlata, avrei scritto la nostra lingua».

## Opere
- 1903 Le Petit Village (poesie), Ginevra, Ch. Eggimann & Cie.
- 1904 « Cinq poèmes en prose » e « Le Lac », nell'opera collettiva Les Pénates d'argile, Ginevra, Ch. Eggimann & Cie.
- 1905 Aline, Parigi : Librairie Académique Didier, Perrin & Cie; Losanna: Payot & Cie (Aline, tr. di Rita Romeo Retz, Reggio Calabria: Editori Meridionali Riuniti, 1975; Aline, tr. di Gigi Colombo, Milano: Jaca Book, 1979; Aline, tr. di Lucia Pelagatti, Bologna: Istituto Carlo Tincani, 1988)
- 1906 La Grande Guerre du Sondrebond, Ginevra: A. Jullien.
- 1907 Les Circonstances de la vie, Parigi: Librairie Académique Perrin & Cie; Losanna: Payot & Cie.
- 1908 Le Village dans la montagne, Losanna: Payot & Cie.
  - Jean-Luc persécuté, Parigi : Librairie Académique Perrin & Cie; Losanna: Payot & Cie (La follia di Gianluca, Roma: La Vela, 1945; Gianluca perseguitato, tr. di Piero Bianconi, Milano: Rizzoli, 1961).
- 1910 Nouvelles et Morceaux, Losanna: Payot & Cie.
- 1911 Aimé Pache, peintre vaudois, Parigi : Arthème Fayard; Losanna: Payot & Cie.
- 1913 Vie de Samuel Belet, Parigi: Librairie Ollendorf; Losanna: Payot & Cie (La vita di Samuel Belet, tr. di Cesare Lupo, Milano: Jaca Book, 1987).
- 1914 Raison d'être, Losanna: C. Tarin (Cahiers vaudois).
  - Adieu à beaucoup de personnages et autres morceaux, Losanna: Editions des Cahiers vaudois (Addio a molti personaggi, tr. di Fabrizio Locarnini, Locarno: Dadò, 1995).
  - «L'Exemple de Cézanne», in Cahier vaudois.
  - Chansons, Losanna: C. Tarin (Cahiers vaudois).
- 1915 La Guerre dans le Haut-Pays, Losanna: C. Tarin (Cahiers vaudois).
- 1917 Le Règne de l'esprit malin, Losanna: Les Cahiers vaudois.
  - Le Grand Printemps, Losanna: Les Cahiers vaudois.
  - La Guérison des maladies Losanna: Editions des Cahiers vaudois (La guarigione delle malattie, tr. di Gigi Colombo, Milano: Jaca Book, 1984).
- 1918 Histoire du soldat, (teatro musicale, musica di Igor Stravinskij), Losanna: Editions des Cahiers vaudois (Storia del soldato, tr. di Ettore Sigon, Milano: Carisch, 1952).
- 1919 Les Signes parmi nous, Losanna: Editions des Cahiers vaudois (I segni in mezzo a noi, tr. di Gigi Colombo, Milano: Jaca Book, 1984).
  - Chant de notre Rhône, Ginevra : Georg & Cie.
- 1921 Salutation paysanne et autres morceaux, Ginevra: Georg & Cie.
  - Terre du ciel, Ginevra: Georg & Cie; Parigi: G.Crès & Cie.
- 1922 Présence de la mort, Ginevra: Georg & Cie.
  - La Séparation des races, Parigi: Editions du Monde nouveau (La separazione delle razze, tr. di Giuseppe Zoppi, Milano: L'eroica, 1934; Bellinzona: Casagrande, 1979).
- 1923 Passage du poète, Ginevra : Georg & Cie; Paris: Editions du Siècle.
- 1925 L'Amour du monde, Parigi: Plon.
  - Le Cirque, Parigi: Georg & Cie.
- 1925/1926 La Grande Peur dans la montagne, in rivista nel 1925, in volume nel gennaio del 1926 (Paris, Bernard Grasset) (Paura in montagna, tr. di Giuseppe Zoppi, Milano: L'eroica, 1934; Bellinzona: Casagrande, 1980).
- 1927 La Beauté sur la terre, Losanna: Mermod (La bellezza sulla terra, tr. di Cesare Lupo, Milano: Jaca Book, 1986).
  - Vendanges, Losanna: Editions du Verseau.
- 1928 Forains, Losanna: Mermod.
  - Six cahiers (vi figurano "Remarques", "Souvenirs sur Igor Stravinski", "Lettre à un éditeur", "Seconde lettre"), Losanna: Mermod, ottobre 1928 - marzo 1929.
- 1932 Farinet ou la fausse monnaie, Losanna: Mermod (Aujourd'hui) (Farinet il falsario, tr. di Cesare Lupo, Milano: Jaca Book, 1982)
  - Hommage au Major, in Thomas de Quincey, Jeanne d'Arc, Losanna: Mermod (Aujourd'hui).
  - Portes du lac, Ginevra: Editions du Portique.
  - Adam et Eve, Losanna: Mermod (Aujourd'hui).
- 1933 Une main, Parigi: Bernard Grasset.
  - Taille de l'homme, Losanna: Editions d'Aujourd'hui (Statura umana, tr. di Franco Fortini, Milano: Edizioni di Comunità, 1947).
- 1934 Derborence, Losanna: Editions d'Aujourd'hui (Derborence, tr. di Valeria Lupo, Milano: Bompiani, 1942; Milano: Jaca Book, 1980).
- 1935 Questions, Losanna: Editions d'Aujourd'hui.
- 1936 La Suisse romande, Grenoble: B. Arthaud.
  - Le Garçon savoyard, Losanna: Mermod.
- 1937 Besoin de grandeur, Losanna: Mermod (Bisogno di grandezza, tr. di Lucia Pelagatti, Bologna: Istituto Carlo Tincani, 1993).
  - Si le soleil ne revenait pas, Losanna: Mermod (Se il sole non tornasse, tr. di Valeria Lupo, Milano: Bompiani, 1944; Se non tornasse il sole, tr. di Cesare Lupo, Milano: Jaca Book, 1982).
- 1938 Paris, notes d'un Vaudois, Losanna: Mermod.
  - Une province qui n'en est pas une, Parigi: Bernard Grasset.
- 1939 Découverte du monde, Losanna: Mermod.
- 1940 L'Année vigneronne, Ginevra: H. Sack.
- 1940-1941 Œuvres complètes in 20 volumi, Losanna, Mermod.
- 1942 La Guerre aux papiers, Losanna: Mermod (La guerra ai documenti, tr. di Italo Vanni, Milano: Jaca Book, 1983)
- 1943 con Igor Strawinski: Noces et autres histoires russes, Neuchâtel: Ides et Calendes 
  - Pays de Vaud, Losanna: Jean Marguerat.
  - Vues sur le Valais (illustrato con fotografie), Basilea e Olten: Editions Urs Graf.
  - René Auberjonois, Losanna: Mermod.
- 1944 Nouvelles, Losanna: Mermod.
- 1946 Les Servants et autres Nouvelles, Losanna: Mermod.

### Opere postume
- 1947 Carnet de C.F. Ramuz. Phrases notées au hasard des lectures, Losanna: Mermod.
- 1948 Les grands moments du XXe siècle français, Losanna: Mermod.
- 1949 Fin de vie, Losanna: La Guilde du livre.
- 1949 Journal. Dernières pages 1942-1947, Losanna: Mermod.
- 1951 L'exemple de Cézanne, suivi de Pages sur Cézanne, Losanna: Mermod.
- 1951 Chant de Pâques, Losanna: La Guilde du livre.
- 1951 Le village brûlé, Losanna: La Guilde du livre.
- 1956 Lettres 1900-1918, Losanna: La Guilde du livre; éditions Clairefontaine.
- 1959 Lettres 1919-1947, Etoy, Vaud; Parigi; Losanna: Les Chantres; Grasset; La Guilde du livre.
- 1967 C.F. Ramuz, ses amis et son temps, Losanna, Parigi: Bibliothèque des Arts, 1967-1970.
- 1975 La vie meilleure / Les âmes dans le glacier, Losanna: Ed. Couleurs Eugène Cordey.
- 1982 Nouvelles, croquis, morceaux, Ginevra: Slatkine, 1982-1983. 3 vol.
- 1984 Aujourd'hui: revue littéraire dirigée par C.F. Ramuz et Gustave Roud, Ginevra: Slatkine.
- 1984 Critiques d'art, Ginevra: Slatkine.
- 1986 A propos de tout, Ginevra: Slatkine.
- 1987 Critiques littéraires, Ginevra: Slatkine.
- 1989 Correspondance Ansermet / Ramuz (1906-1941), Ginevra: Georg; Parigi: Eshel.
- 1990 Montée au Grand Saint-Bernard, Rezé: Éd. Séquences.
- 1992 Le gros poisson du lac, (texte de 1914), Rezé: Éd. Séquences.
- 1999 Notes du Louvres 1902-1903, Cossonay-Ville, Plaisir de Lire.

## Film tratti da opere di Ramuz
- 1933: Rapt di Dimitri Kirsanoff girato a Lens, in Canton Vallese
- 1938: Farinet, L'or dans la Montagne di Max Haufler
- 1965: Jean-Luc Persécuté di Claude Goretta
- 1966: La Grande Peur dans la Montagne di Pierre Cardinal
- 1966: Aline di François Weyergans
- 1968: La Fille Sauvage di Maya Simon (film 16 mm, perduto)
- 1968: La Beauté sur la Terre di Pierre Cardinal
- 1982: La Grande Guerre du Sondrebond di Alain Bloch
- 1983: Adam et Ève di Michel Soutter
- 1984: Le Rapt (La Séparation des Races) di Pierre Koralnik
- 1984: Derborence di Francis Reusser
- 1987: Si le soleil ne revenait pas di Claude Goretta
- 1996: Farinet, héros et hors-la-loi di Yvan Butler
- 1997: C. F. Ramuz, l'apparition de la beauté di Pierre-André Thiébaud
- 1998: Guerre dans le Haut-Pays (ou l'amour en guerre) di Francis Reusser
- 2006: La Grande peur dans la montagne telefilm di Claudio Tonetti